# Могилевский, Павел Иванович
Павел Иванович Могилевский (1780—1840) — губернатор Полтавской губернии, тайный советник.

## Биография
Родился он в Киеве в 1780 г., учился в Московском университете, служил первоначально на Кавказе, при Ермолове, затем был черниговским губернатором, а с 1828 г. полтавским.
Скончался в Полтаве, 22 авг. 1840 г. и погребен в Крестовоздвиженском монастыре.
Епископ полтавский Гедеон так характеризовал его в проповеди при его погребении: «Что сказать вам, христиане, об умершем? Он оставил церкви свою веру, царю свою преданность, отечеству труды, семейству родительскую любовь, нам всем добрую память»
На могильном памятнике его сохранилась отчетливо до сей поры следующая надпись:
```
Здесь прах того, кто с юных дней
Служа отечеству с любовью,
Жрец правды был и друг людей,
Сын преданный престолу кровью;
Кто показал людям во всем
Пример в величии смиренья
И в гроб сошел с святым крестом
Надежды, веры и терпенья. 
```

Могилевский, как и другие губернаторы, получали жалованья 6 тыс. и столовых также 6 тыс. асс. Помимо этого, он получал ещё 2000 руб. пенсии за службу на Кавказе и арендных, лично ему пожалованных 3500 р., всего 17500 р. асс. (на серебро 5 тыс.). Ещё получал из суммы земского сбора на отопление дома 1892 руб. асс. (540—75 сер.). Но умер он, не оставив не только состояния, но даже средств для погребения. Оставил долгов до 20 тыс. р.
Генерал-губернатор кн. Долгоруков, мало его знавший, так как только за несколько месяцев до смерти Могилевского вступил в должность, но тем не менее ходатайствовал не только о пенсии семье, но и о пособии и продолжении аренды. Но в этом ходатайстве перед министром внутренних дел графом Строгановым, лично знавшим покойного, когда был малороссийским генерал-губернатором, встречаются какие-то дурные намеки на деятельность покойного.
"Если распоряжения покойного Могилевского по некоторым делам, известным Вашему Сиятельству, писал он, являют собою противоречия всегдашним полезным действиям его по службе, то это произошло, как я уже мог узнать частью от недоумений, а частью от стечения таких обстоятельств, которым он не имел твердости, а может быть и возможности противоборствовать; но во всяком случае жена и семейство его как чиновника, посвятившего всю жизнь Престолу и отечеству, достойны сострадания и помощи.
По Высочайшему повелению вдове и трем несовершеннолетним детям покойного губернатора была назначена пенсия по 857 р. 70 к. сер., вдове было выдано три тысячи сер. на уплату долгов и продлена аренда на 6 лет. Вдова покойного ходатайствовала перед Государем о выдаче ей пенсии по 2000 р. асс. в год, которая была пожалована её мужу за службу в Грузии, но Император Николай I взамен этой пенсии, повелел выдать ей из Государственного казначейства «не в пример другим» 10 тыс. руб. сер.